# Steve Talboys
Steven John „Steve“ Talboys (* 18. September 1966 in Bristol; † 31. Juli 2019 in Spanien) war ein englischer Fußballspieler.

## Karriere
Talboys spielte als Stürmer im Jugendbereich der Bristol Rovers, schaffte dort aber den Sprung in den Erwachsenenbereich nicht und spielte in der Folge in den 1980er Jahren für einen Reihe von Klubs im Non-League football, die längste Zeit davon in der Southern League für Gloucester City, der dortige Trainer Brian Godfrey hatte eine vierstellige Ablösesumme für die Verpflichtung Talboys bezahlt. Mit Gloucester gewann Talboys 1989 die Midland Division der Southern League und war auch im FA Cup 1989/90, als Gloucester mit dem Erreichen der zweiten Hauptrunde das beste Abschneiden der Vereinsgeschichte gelang, wesentlich beteiligt. Beim 1:0-Erstrundenerfolg über Dorchester Town erzielte er das Tor des Tages, im folgenden Zweitrundenspiel beim Drittligisten Cardiff City war er ebenfalls als Torschütze erfolgreich, die 2:0-Führung des Außenseiters glich Cardiffs Morrys Scott in den letzten fünf Spielminuten allerdings noch aus, das Wiederholungsspiel verlor Gloucester im heimischen Meadow Park mit 0:1.
Nach erfolglosen Probetrainings bei den Profiklubs Birmingham City, AFC Bournemouth und Swansea City wechselte er schließlich im Januar 1992 nach 197 Pflichtspielen und 66 Toren für eine Ablösesumme von £11.000 zum FC Wimbledon in die Football League First Division. Während Talboys in der restlichen Saison nur in der Reservemannschaft aufgeboten wurde, kam der Flügelspieler, dessen Stärken in seiner Ausdauer und seinem Kopfballspiel lagen und der sich regelmäßig in gute Schuss- und Flankenpositionen brachte, in der Premierensaison der Premier League zu sieben Ligaeinsätzen und zwei Auftritten in den Pokalwettbewerben. Über die folgenden Spielzeiten bewährte er sich in der auch als „Crazy Gang“ bekannten Mannschaft um die Spieler John Fashanu, Lawrie Sanchez, Robbie Earle und Vinnie Jones in der Rolle des Ergänzungsspielers. Zu Beginn der Saison 1994/95 gehörte er regelmäßig zum Aufgebot und erzielte im Oktober 1994 bei einer 1:2-Heimniederlage gegen Tottenham Hotspur sein einziges Tor im Profibereich, wenig später warfen ihn aber Verletzungsprobleme zurück. Im Sommer 1996 wechselte der mittlerweile zum Kapitän von Wimbledons Reserveteam aufgestiegene Talboys nach 31 Pflichtspieleinsätzen für die erste Mannschaft ablösefrei zum Zweitligaabsteiger FC Watford in die Second Division. Dort kam er in der Frühphase der Saison zu vier Einsätzen, verlor seinen Platz im Team aber alsbald und wurde im Saisonverlauf auf die Transferliste gesetzt; er verließ Watford schließlich im Januar 1998 nach drei weiteren Pflichtspieleinsätzen.
In den folgenden Jahren war Talboys nochmals für eine Reihe von Non-League-Klubs aktiv. Nach einem kurzen Aufenthalt auf vertragsloser Basis beim FC Boreham Wood in der Isthmian League im Frühjahr 1998 schloss er sich bereits Ende März 1998 für den Rest der Saison dem Ligakonkurrenten FC Kingstonian an, für den er zu fünf Ligaauftritten kam. Während seines wenigen Monate dauernden Aufenthalts bei Aldershot Town – für den Klub erzielte er zwischen Februar und Mai 1999 in 14 Pflichtspielen zwei Treffer – gewann er sowohl den Ligapokal der Isthmian League als auch den Hampshire Senior Cup. Seine Rückkehr zu seinem ehemaligen Klub Gloucester, der sich in akuter Abstiegsgefahr befand, endete im März 2000 bereits nach einem Einsatz wieder wegen beruflicher Verpflichtungen Talboys'. Seine Karriere ließ er im Anschluss bei Staines Town ausklingen, vor der Saison 2002/03 war er dort Mannschaftskapitän.
Beruflich arbeitete Talboys nach seiner Profilaufbahn im Versicherungsgewerbe und kümmerte sich dort zuletzt um die Versicherung von Profisportlern. Er verstarb überraschend im Sommer 2019 während eines Spanien-Urlaubs.